# Blastothrix siddiqii
Blastothrix siddiqii är en stekelart som först beskrevs av Bhatnagar 1952.  Blastothrix siddiqii ingår i släktet Blastothrix och familjen sköldlussteklar. Inga underarter finns listade.